# ريما عساف
ريما عساف (10 مارس 1970-) إعلامية لبنانية

## حياتها الخاصة
ولدت في هاردن شمال لبنان ترعرعت وكبرت في شكا، شمال لبنان.
والدتها كانت ربه منزل ووالدها، عمل في مجال التجارة، لديها أخ اسمه أنطوني، وأخت اسمها، رمزة،
تخرجت من مدرسة سانت فاميلي الثانوية، شكا
حازت على دبلوم في الصحافة من الجامعة اللبنانية عام 1992
بدأت سنة التدريب الأولى لها في راديو لبنان الحر عام 1991
تزوجت من طبيب أمراض القلب الدكتور جورج طنوس ورزقت منه بطفلين إبنتها روزا ماريا وإبنها إيليا

## مشوارها المهني
بدأت مسرتها مع الإعلام خلال سنوات دراستها الجامعية كمتدربة إذاعة لبنان الحر عند تخرجها، قررت إدارة الإذاعة تعينها في منصب رئيس تحرير نشرة.
في عام 1994 ، عملت كمحرر للنشرات الاخبارية التلفزيونية لمدة عامين في قناة سي في إن اللبنانية،
بدأت عملها مع المؤسسة اللبنانية للإرسال انترناشيونال عام 1995 كمذيعة أخبار في الفضائية اللبنانية
انضمت بعدها إلى فريق إنتاج برنامج كلام الناس الذي قدمهمارسيل غانم على شاشة المؤسسة اللبنانية للإرسال وأطلت في أول بث فضائي عربي عبر «الحياة - LBC» واشتهرت في تقاريرها إبان حرب أفغانستان وحرب العراق ولاحقًا الحرب السورية والحرب الليبية والحرب اليمينة، وملفات الأزمة اللبنانية أعدت الوثائقيات التاريخية في، عملت معدة ومنفذة برنامج 20/30 السياسي الذي قدمه الإعلامي ألبير كوستانيان.
شاركت في العديد من التغطيات عن الاحداث السياسية. إضافة لعملها كمذيعة أخبار في كما قامت باجراء مقابلات مع العديد من الشخصيات السياسية في العالم العربي كجزء من التغطية الاخبارية.
في نوفمبر 2020 أعلنت مغادرتها للمؤسسة منتقلة إلى قناة الحرة